# Український вісник рефлексології та експериментальної педагогіки
«Український вісник рефлексології та експериментальної педагогіки» — науково-педагогічний журнал, орган Українського науково-дослідного інституту педагогіки.
Виходив у Харкові з 1925, пізніше під назвами «Український вісник експериментальної педагогіки та рефлексології» (1927 — 1930) і «За марксо-ленінську педагогіку» (1931 — 1932).
Журнал інформував про модерні течії в педагогіці, психології та містив статті про напрями педології, рефлексології, бігевіоризму.
Редакцію журналу очолював В. Протопопов.